# هری لوندهال

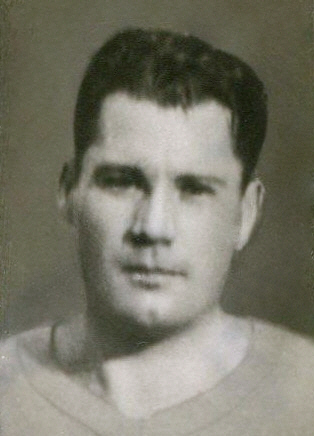
تصویر چهره هری لوندهال

هری لوندهال (انگلیسی: Harry Lundahl; ۱۶ اکتبر ۱۹۰۵ – ۲ مارس ۱۹۸۸) بازیکن فوتبال اهل سوئد بود.
از باشگاه‌هایی که در آن بازی کرده‌است می‌توان به باشگاه فوتبال هلسینگبورگس، و باشگاه فوتبال هلسینگبورگس، اشاره کرد.
وی همچنین در تیم ملی فوتبال سوئد بازی کرده‌است.